# Ôn Tuyền
Ôn Tuyền hay Arishang (tiếng Trung: 温泉県; bính âm: Wēnquán xiàn, Uyghur: ئارىشاڭ ناھىيىسى‎, ULY: Arishang Nahiyisi, UPNY: Arixang Nah̡iyisi?) là một huyện của Châu tự trị dân tộc Mông Cổ-Bortala, khu tự trị Tân Cương, Trung Quốc.

### Trấn
- Bác Cách Đạt Nhĩ (博格达尔镇)
- Cáp Nhật Bố Hô (哈日布呼镇)

### Hương
- An Cách Lý Cách (安格里格乡)
- Tra Can Truân Cách (查干屯格乡)
- Trát Lặc Mộc Đặc (扎勒木特乡)
- Tháp Tú (塔秀乡)

### Khác
- Nông trường giống gia súc Hô Hoà Tháp Cáp (呼和托哈种畜场)
- Mục trường Côn Đắc Lôn (昆得仑牧场)
- Binh đoàn 87 (兵团87团)
- Binh đoàn 88 (兵团88团)
- Mục trường Mãng Khắc (孟克牧场)